# Сачко Софія
Софія Сачко (нар. 1955 р.) — українська поетеса. Перша українська поетеса з Північного Підляшшя — член Союзу польських письменників. Пише поетеса підлясько-українським діалектом.

## Біографія
Народилася 18 липня 1955 р. Більську Підляському, дитинство провела у с. Вілька під Вірлєю на Більщині (Польща). В 1972—1974 рр. вчилася в Загальноосвітньому ліцеї імені Тадея Костюшка. Закінчила факультет російської філології Люблінського університету. Мешкає в Більську Підляському, вчителює.

## Творчість
Авторка поетичних збірок «Пошуки» (1982), «„Над дньом похіляна“»(«Над днем похилена») (1990).
Окремі видання:
- Сачко С. Вірші // Поза традиції. Антологія української модерної поезії в діаспорі. — Київ, Торонто, Едмонтон, Оттава, 1993. — С. 427—433.
- Сачко С. Над днем похилена // Світо-Вид. — 1990. — Вип. 3. -С. 22-25.

Деякі з віршів Софії Сачко перекладені іншими мовами. Першим у цьому ряду був в лютому 1973 р. один з її віршів в перекладі німецькою Оскара Яна Таушинського, який видрукував відомий австрійський літературний журнал, що виходить у Відні, «Literatur und Kritik» (№ 71, стор. 25).

## Інтернет-ресурси
- ВІЩУН ПІДЛЯСЬКОГО РЕНЕСАНСУ

| українська персоналія | Це незавершена стаття про особу, що має стосунок до України. Ви можете допомогти проєкту, виправивши або дописавши її. |